# Rocket Ride (chanson)
Singles de Kiss
Love Gun
(1977) I Was Made for Lovin' You
(1979)
Rocket Ride est une chanson du groupe de hard rock américain Kiss issue de l'album Alive II. Il s'agit d'une chanson inédite enregistrée en studio écrite par Ace Frehley et Sean Delaney durant la tournée au Japon en 1977. Il s'agit aussi du second single chanté par le guitariste Ace Frehley.
Rocket Ride se classa au Billboard Hot 100 à la 39e position le 22 avril 1977.

## Liste des titres
| A. | Rocket Ride          | Ace Frehley, Sean Delaney | 3:05 |
| B. | Tomorrow and Tonight | Paul Stanley              | 3:24 |

| A1. | Rocket Ride       | Ace Frehley, Sean Delaney | 4:06 |
| B1. | Detroit Rock City | Paul Stanley, Bob Ezrin   | 3:45 |
| B2. | Love Gun          | Paul Stanley              | 3:30 |